# Frank Menz
Frank Menz (Berlino, 27 febbraio 1964) è un ex cestista, allenatore di pallacanestro e dirigente sportivo tedesco.

## Carriera
Ha guidato la Germania ai Campionati europei del 2013.